# Metcalfiella cribrum
Metcalfiella cribrum är en insektsart som beskrevs av Leon Fairmaire 1846. Metcalfiella cribrum ingår i släktet Metcalfiella och familjen hornstritar. Inga underarter finns listade i Catalogue of Life.